# Fontanales
Fontanales es una localidad del municipio de Moya, Gran Canaria. En 2022 contaba con 187 habitantes. Se halla a unos 1000 metros de altura con respecto al nivel del mar.

## Historia
Fontanales surgió como una localidad rural propia de la zona de medianías. Su origen debió de estar sujeto a la intención de explotar económicamente la zona. La primera vez que se demuestra la constancia de alguna vivienda en dicho paraje hubo de ser el 13 de noviembre de 1629, cuando Juan Mateo Trujillo hace constar, ante el escribano de Arucas Sebastián Saavedra, sus propiedades: 250 fanegas de tierras y 3 casas. Una de ella de techumbre de paja y las demás de teja. Él fue el que construyó la ermita dedicada al apóstol San Bartolomé, alrededor del año 1635, y así lo declara, una vez más, ante escribano el 26 de marzo de 1639.
En la visita pastoral de 1732 se recuentan 90 vecinos en total, junto con sus familiares. Es en este mismo siglo cuando se empieza a conocer aquel lugar como el Cortijo de las Casas.

## Demografía
| Gráfica de evolución demográfica de Fontanales entre 2000 y 2022 |
|                                                                  |
| población residente (2000-2022) según INE.                       |

## Características
Aunque el casco urbano de esta población tienen un tamaño reducido, en él existen dos iglesias: la primigenia iglesia de San Bartolomé y la nueva. La primera se construyó a principios del siglo XVII, ampliándose con una nave más en 1810 por las necesidades derivadas del crecimiento demográfico. La nueva iglesia del pueblo se construyó en torno a los años 1960-1970. Su primera piedra fue colocada el 19 de marzo de 1964 y fue inaugurada el 24 de agosto de 1974. Es uno de los edificio más grandes de toda la zona, alcanzando su torre los 35 metros de altura. El arquitecto que se encargó de su edificación fue José Sánchez Murcia.
El Eco de Canarias, el 31 de diciembre de 1965, reseñaba la construcción de la nueva iglesia de la siguiente manera:

Otra importantísima y necesaria obra que se está realizando en nuestro pueblo de Fontanales. Para esta gran obra, ya hay recaudadas más de 400.000 pesetas, recaudación hecha casi en su totalidad por los hijos del pueblo […]

Hasta 1980 los bienes de la vieja iglesia de Fontanales, no pasaron a la nueva. Dejándose, entonces, semiabandonada la primera y pasándose a celebrar todos los actos y ceremonias litúrgicas en la siguiente.
Entre los edificios que existen en este núcleo poblacional se pueden destacar algunos con trazas modernistas en la calle Párroco Juan Díaz Rodríguez, posiblemente de principios del siglo XX. Por otro lado, en torno a la Plaza San Bartolomé la arquitectura tradicional canaria se muestra en otros tantos, son edificios de piedra seca cuyos vanos se resuelven con marcos de cantería azul y techos a dos aguas.
Miguel Jiménez Marrero lo describía con las siguientes palabras en los años 1980, estampa que apenas ha cambiado desde entonces:

Las silenciosas y a veces empinadas calles, en cuyos límites asoma casi siempre el contrapunto de una vegetación explosiva, con viejas casas de inconfundible sabor isleño, hacen que e l visitante se extasíe en la contemplación de este diminuto núcleo urbano lleno de auténtico
encanto.